# Emil Bitsch
Emil Bitsch, nemški častnik, vojaški pilot in letalski as, * 14. junij 1916, Griesbach, † 15. marec 1944, v boju blizu Schijndla, Nizozemska.

## Življenjepis
Emil Bitsch je od julija 1941 služil s činom poročnika pri III./JG 3 na vzhodni fronti. Dodeljen je bil k osmi eskadrilji tretjega lovskega polka, 8./JG 3, do takrat pa je s petimi zračnimi zmagami že dosegel status letalskega asa. 24. junija 1942 je dosegel svojo deseto zmago, ko je v enem dnevu sestrelil dva sovjetska dvomotorna lovca Jakovlev Jak-4. V juliju 1942 je dosegel novih 15 zmag, vključno s svojo dvajseto, ki jo je dosegel 13. julija. Bitsch je avgusta dosegel še 18 zmag. Svojo trideseto je dosegel 16. avgusta, štirideseto pa 28. avgusta. Za 40 zmag je bil 31. avgusta odlikovan s častnim pokalom Luftwaffe (nemško: Ehrenpokal der Luftwaffe), 4. septembra pa je bil sestreljen. Nadporočnika Bitscha je severozahodno od Stalingrada na ta dan namreč sestrelila sovjetska protiletalska obramba. Iz svojega padajočega lovca Messerschmitt Bf 109 F-4 (serijska št. 13 325) je bil prisiljen izskočiti s padalom, pri pristanku pa se je lažje poškodoval. 
Svojo petdeseto zmago je dosegel 19. marca 1943, 1. junija 1943 pa je postal poveljnik eskadrilje (Staffelkapitän) 8./JG 3. Julija 1943 je nadporočnik Bitsch prijavil 29 zračnih zmag, od katerih jih je kar šest dosegel 5. julija (zmage št. 75. do 80.), prvi dan velikega spopada v bitki pri Kursku. Svojo jubilejno, stoto zračno zmago je dosegel 21. julija. Bitsch je bil za 104 sestreljena sovražna letala 29. avgusta 1943 odlikovan z Viteškim križem. 
Avgusta 1943 je bil njegova enota, tretja skupina (III./JG 3) premeščena v Nemčijo, kjer je opravljal naloge obrambe rajha in tam je Bitsch sestrelil svoje edine štiri težke štirimotorne bombnike. 15. marca 1944 je padel v boju, ko je njegovega Bf 109 G-6 (serijska št. 161 139) v spopadu sestrelil eden od ameriških lovcev Republic P-47 Thunderbolt, s katerimi se je spopadel nad nizozemskim mestom Schijndel.
Emil Bitsch je med svojo pilotsko kariero dosegel 108 zračnih zmag. Vse razen štirih zmag je dosegel nad vzhodnim bojiščem. Vse zmage na zahodu so bili štirimotorni bombniki.

## Odlikovanja
- Železni križec 2. in 1. razreda
- Ehrenpokal der Luftwaffe (31. avgust 1942)
- Nemški križ v zlatu (19. oktober 1942)
- Viteški križ železnega križca (29. avgust 1943)